# Zapalasaurus
Zapalasaurus var ett släkte av diplodocoider som beskrivs av Leonardo Salgado, Ismar de Souza Carvalho och Alberto C. Det var uppkallat efter staden Zapala. Typarten, Zapalasaurus bonapartei, hittades i Neuquen, Argentina. Det var en diplodocoid, en långhalsad växtätare, och arten levde under äldre krita.